# Lucas Mauricio Acosta
Lucas Acosta (Ciudad de Córdoba; 12 de marzo de 1995) es un futbolista argentino. Se desempeña como arquero y actualmente juega en el Sarmiento de Junín de la Liga Profesional Argentina.

## Trayectoria
Se inició desde muy pequeño en el Club Universitario de Córdoba, donde estuvo desde los seis hasta los trece años para luego pasar a Belgrano e incorporarse a sexta categoría de AFA del club. Siguió desempeñándose en las inferiores pasando también por la quinta y cuarta categoría hasta que a mediados de 2013 fue convocado a la pretemporada del equipo superior realizada en Necochea en vistas al Torneo Inicial 2013 con 18 años. 
En 2014, formó parte de la preselección argentina sub-18. 
Debutó profesionalmente el 17 de septiembre de 2015 frente a Lanús, por la segunda ronda de la Copa Sudamericana 2015.
En 2020 se confirma la salida del Club Belgrano de Córdoba hacia el Club Lanús.
En 2022 sale a préstamo a Sarmiento de Junín hasta fin de año, para luego retornar al club granate. En febrero de 2022 se produce una grave lesión que lo mantuvo alejado varios meses de las canchas de fútbol.
A fines de mayo de 2024 se produce el retorno a Sarmiento de Junín. Firmó contrato hasta diciembre de 2025, con opción de compra.

## Estadísticas

### Clubes
| Club                         | Div.          | Temporada     | Liga  | Liga | Liga | Copas nacionales | Copas nacionales | Copas nacionales | Copas internacionales | Copas internacionales | Copas internacionales | Total | Total | Total |
| Club                         | Div.          | Temporada     | Part. | GR.  | VI.  | Part.            | GR.              | VI.              | Part.                 | GR.                   | VI.                   | Part. | GR.   | VI.   |
| ---------------------------- | ------------- | ------------- | ----- | ---- | ---- | ---------------- | ---------------- | ---------------- | --------------------- | --------------------- | --------------------- | ----- | ----- | ----- |
| Belgrano Argentina           | 1.ª           | 2015          | 0     | 0    | 0    | 0                | 0                | 0                | 1                     | 0                     | 1                     | 1     | 0     | 1     |
| Belgrano Argentina           | 1.ª           | 2016/17       | 16    | 20   | 2    | 0                | 0                | 0                | -                     | -                     | -                     | 16    | 20    | 2     |
| Belgrano Argentina           | 1.ª           | 2017/18       | 27    | 28   | 13   | 1                | 1                | 0                | -                     | -                     | -                     | 28    | 29    | 13    |
| Belgrano Argentina           | 1.ª           | 2018/19       | 0     | 0    | 0    | 0                | 0                | 0                | -                     | -                     | -                     | 0     | 0     | 0     |
| Belgrano Argentina           | Total club    | Total club    | 43    | 48   | 15   | 1                | 1                | 0                | 1                     | 0                     | 1                     | 45    | 49    | 16    |
| Lanús Argentina              | 1.ª           | 2019/20       | -     | -    | -    | 4                | 3                | 1                | 0                     | 0                     | 0                     | 4     | 3     | 1     |
| Lanús Argentina              | 1.ª           | 2021          | 13    | 19   | 3    | 0                | 0                | 0                | 1                     | 0                     | 1                     | 14    | 19    | 4     |
| Lanús Argentina              | 1.ª           | 2023          | 18    | 17   | 7    | 7                | 6                | 3                | -                     | -                     | -                     | 25    | 23    | 10    |
| Lanús Argentina              | 1.ª           | 2024          | 14    | 14   | 5    | 2                | 2                | 0                | -                     | -                     | -                     | 16    | 16    | 5     |
| Lanús Argentina              | Total club    | Total club    | 45    | 50   | 15   | 13               | 11               | 4                | 1                     | 0                     | 1                     | 59    | 61    | 20    |
| Sarmiento de Junín Argentina | 1.ª           | 2022          | 4     | 5    | 1    | 0                | 0                | 0                | -                     | -                     | -                     | 4     | 5     | 1     |
| Sarmiento de Junín Argentina | 1.ª           | 2024          | 0     | 0    | 0    | 0                | 0                | 0                | -                     | -                     | -                     | 0     | 0     | 0     |
| Sarmiento de Junín Argentina | Total club    | Total club    | 4     | 5    | 1    | 0                | 0                | 0                | -                     | -                     | -                     | 4     | 5     | 1     |
| Total carrera                | Total carrera | Total carrera | 92    | 103  | 31   | 14               | 12               | 4                | 2                     | 0                     | 2                     | 108   | 115   | 37    |